# 八幡浜市立大島小学校
八幡浜市立大島小学校（やわたはましりつ おおしましょうがっこう）は、かつて愛媛県八幡浜市の離島、大島に存在した公立小学校。少子化に伴い、2008年に休校、翌年2009年3月をもって、同じく島内唯一の中学校である八幡浜市立大島中学校とともに閉校した。

## 概要
八幡浜市の西部、宇和海に浮かぶ離島、大島にある小規模校。昭和30年代のピーク時には児童数230名を数えたが、これをピークとし、その後は過疎化・少子化に伴い、児童数は減少し、2009年3月をもって閉校となった。

## 沿革
- 1875年（明治8年）- 魚寄（なよろ）学校として開校
- 1958年（昭和33年） - 児童数230人とピークを数える
- 2008年（平成20年）3月 - 在籍児童が居なくなり休校。
- 2009年（平成21年）3月 - 閉校。